# Miroir noir

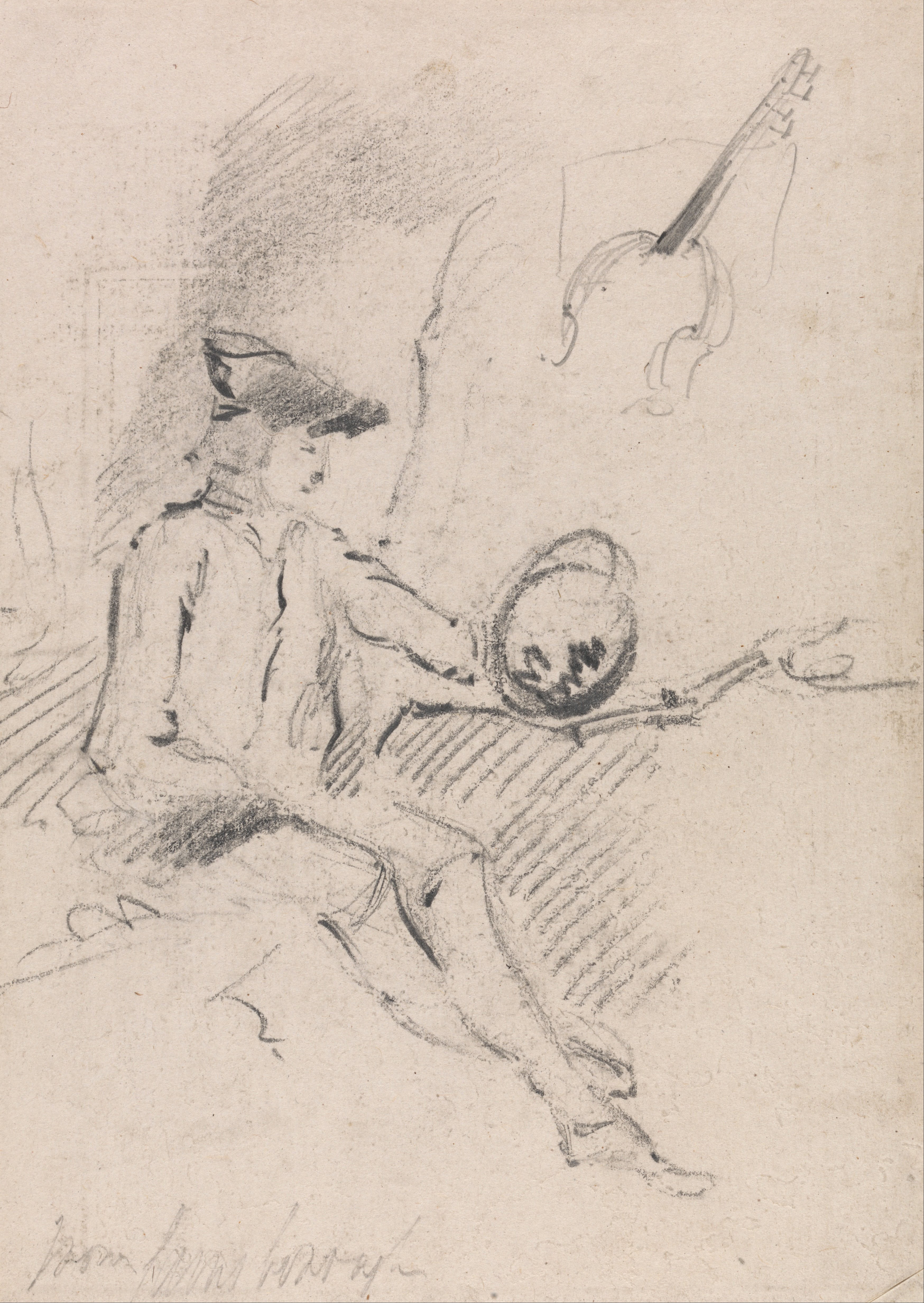
Thomas Gainsborough, Homme tenant un miroir de Claude, dessin, Yale Center for British Art.

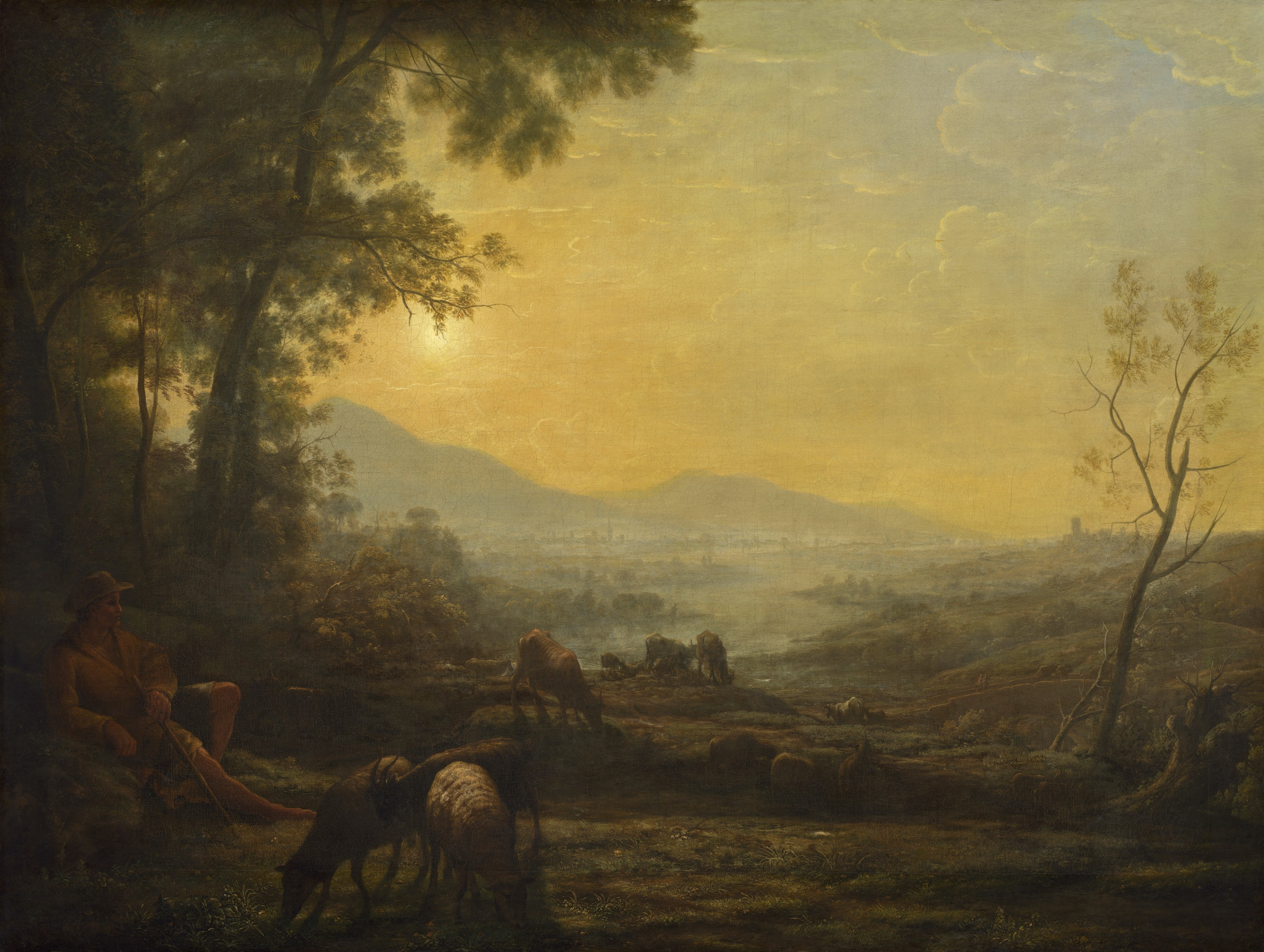
Claude Lorrain, Le Berger, Washington, National Gallery of Art. Paysage illustrant les gammes de tonalités restituées par un « miroir de Claude » ou « miroir noir ».

Le miroir noir, dit aussi miroir de Claude Lorrain, ou miroir de Claude, est un petit miroir, à la surface légèrement convexe et teinté d'une couleur sombre, traditionnellement au noir de fumée. Enchâssé dans une reliure similaire à celle d'un carnet d'esquisses ou bien tenu dans un étui avec couvercle, cet appareil était au XVIIIe siècle l'outil des artistes et des connaisseurs, voyageurs et amateurs de la peinture paysagiste. Le miroir noir a pour fonction de présenter le sujet à traiter isolé de son environnement et de rabattre les tonalités du motif, permettant ainsi une rapide détermination d'un cadrage optimal et une meilleure appréciation de la répartition des valeurs.
Cet accessoire était employé de façon intensive et son emploi reste réputé concernant les artistes paysagers en Grande-Bretagne à la fin du XVIIIe et au début du XIXe siècle. L'utilisateur, tournant le dos à son sujet utilise le miroir dans la direction opposée mais avec une attention et une concentration équivalentes à celle du photographe composant son sujet dans le viseur de son appareil. Le père Thomas West dans son fascicule Un Guide pour la visite des Lacs (1778) explique : « La personne l'utilisant doit tourner le dos au sujet considéré. Le miroir doit être tenu suspendu par la partie supérieure de son boîtier que l'on réorientera un petit peu vers la droite ou bien  vers la gauche selon qu'il est nécessaire, ceci tout en se protégeant le visage de la lumière du soleil ».
La grande tradition picturale britannique du paysage de cette époque hérite directement du succès et de la réputation de Claude Gellée dit le Lorrain, dont le nom vers la fin du XVIIIe siècle était en Grande-Bretagne devenu le synonyme immédiat d'« esthétique du pittoresque ». Le miroir noir (Claude glass, ou black mirror en anglais) était l'outil permettant aux artistes paysagers de produire des travaux de qualité équivalente à celles de Claude. Le révérend William Gilpin, inventeur du concept de « l'idéal pittoresque » se présentait comme un grand promoteur du miroir noir en commentant ainsi son usage : « Celui-ci révèle l'objet de la nature selon une douce et moelleuse nuance qui explique les colorations obtenues par le maître dans ses œuvres ».
Ces miroirs noirs en Grande-Bretagne furent pendant un temps utilisés de façon extensive par les touristes et artistes amateurs lesquels se trouvèrent rapidement l'objet des satires et de caricatures. Hugh Sykes Davies commentait par exemple à propos de ces voyageurs qui effectuaient le Grand Tour avant 1840 : « Il est bien typique de leur attitude envers la Nature que de lui tourner le dos puisse leur paraître souhaitable ».